# ميشكولتس
ميشكولتس (بالمجرية: Miskolc، بالسلوفاكية Miškovec) هي مدينة تقع في شمال شرق المجر، وعدد سكانها يقارب 170,000 نسمة حسب إحصائية عام (2010). حيث تعتبر ميشكولتش رابع أكبر مدينة في المجر، وهي عاصمة مقاطعة بورسود-آبائوي-زمبلن والمركز الإقليمي لشمال المجر.

## تاريخ المدينة
يظهر بأن المنطقة قد استوطنت منذ العصور القديمة حيث أن هناك آثار يعود تاريخها إلى العصر الحجري القديم، والتي تثبت وجود الإنسان لأكثر من 70,000 سنة. وكانت أول سكان عرفوا هم الكوتينيون (Cotini)، واحدة من القبائل الكيلتية. وقد احتلت المنطقة من قبل المجريين منذ «الفتح» في أواخر القرن التاسع الميلادي. سميت بعد عشيرة ميشكوتس (Miskóc)، وفي عام 1210 م ذكرت بهذا الاسم في جميع الأرجاء ولأول مرة. وقد فقدت قبيلة ميشكوتس قوتهم من خلال حد الملك تشارلز الأول لسلطتهم.

## جغرافيا
تقع مدينة ميشكولتس في نقطة التقاء مناطق جغرافية مختلفة؛ فهي تقع إلى الشرق من جبال بيك. وفقا لتعداد عام 2001 والمدينة لديها مساحة إجمالية قدرها 236,68 كم2 (91.38 ميل مربع). مستوى سطح الأرض ينحدر تدريجيا، والفرق بين أعلى وأدنى منطقة هو حوالي 800 متر (2,600 قدم).

## المدن الشقيقة
- آسان, كوريا الجنوبية
- أشافنبورغ, ألمانيا
- بورغاس, بلغاريا
- كليفلاند, الولايات المتحدة الأمريكية
- كاتوفيتسه, بولندا
- كوشيتسه, سلوفاكيا
- أوسترافا, التشيك
- تامبيري, فنلندا
- فالنسيان, فرنسا
- فولوغدا, روسيا

## معرض الصور

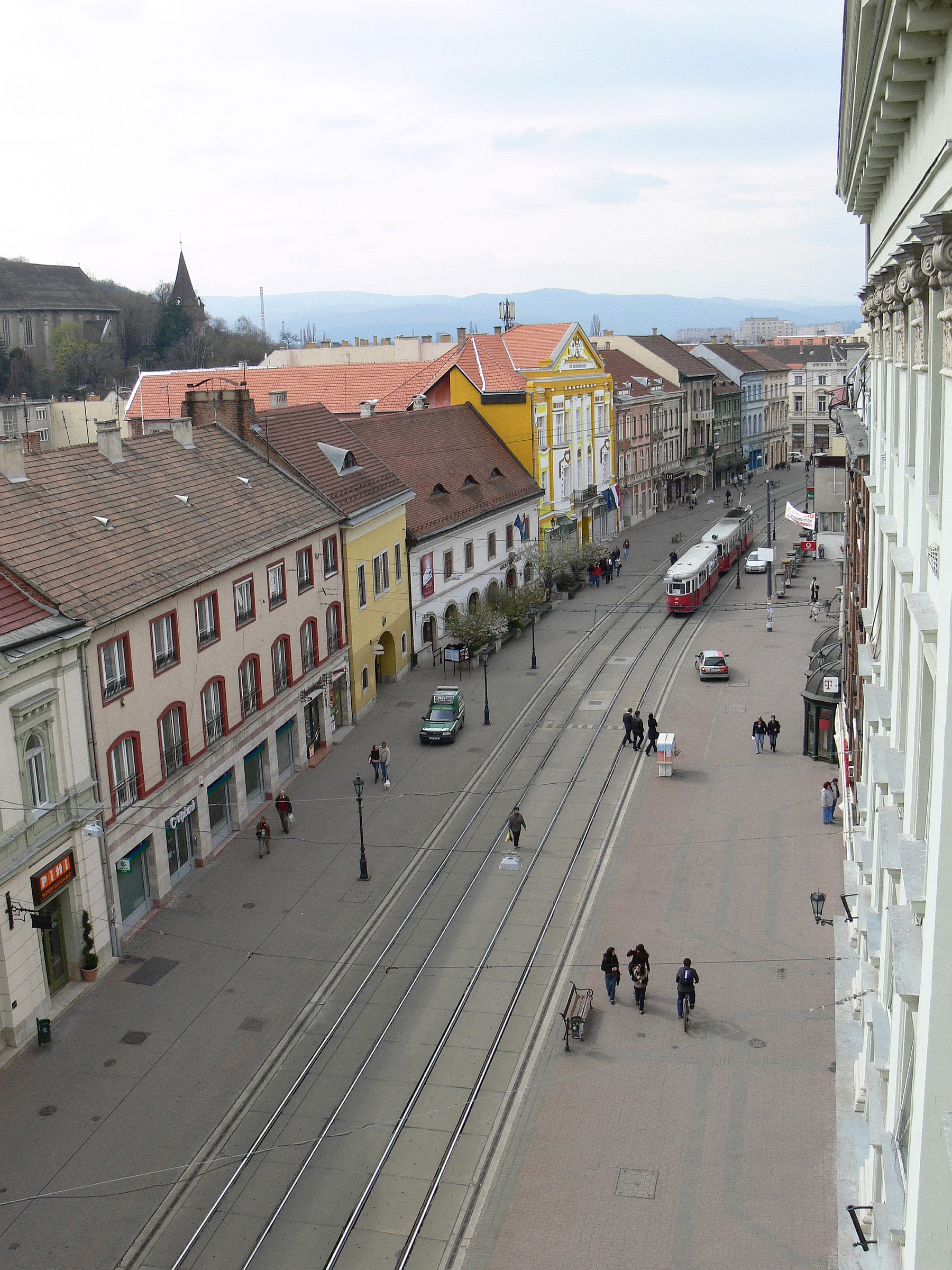
وسط المدينة
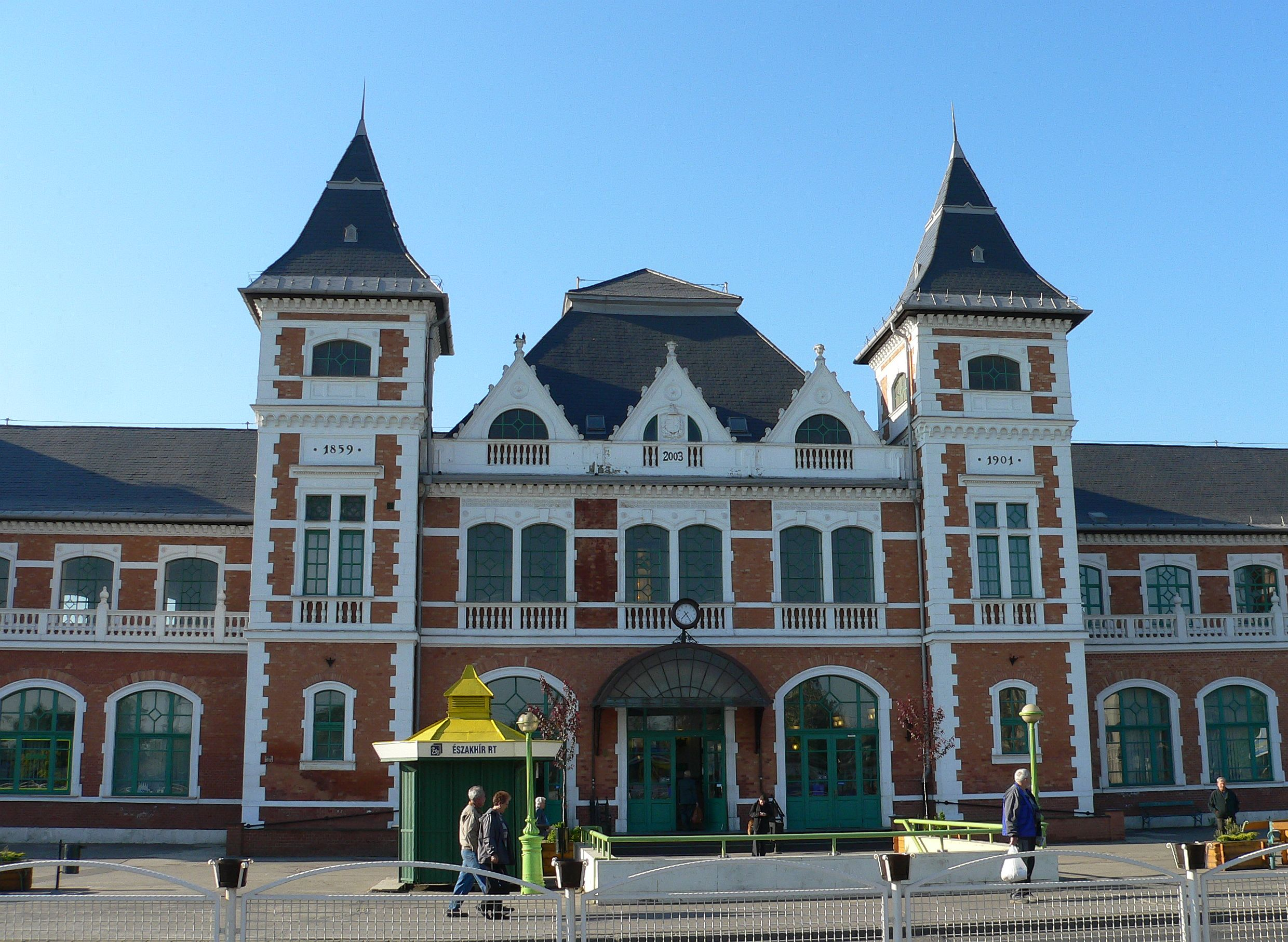
محطة القطار - تيساي "Tiszai"
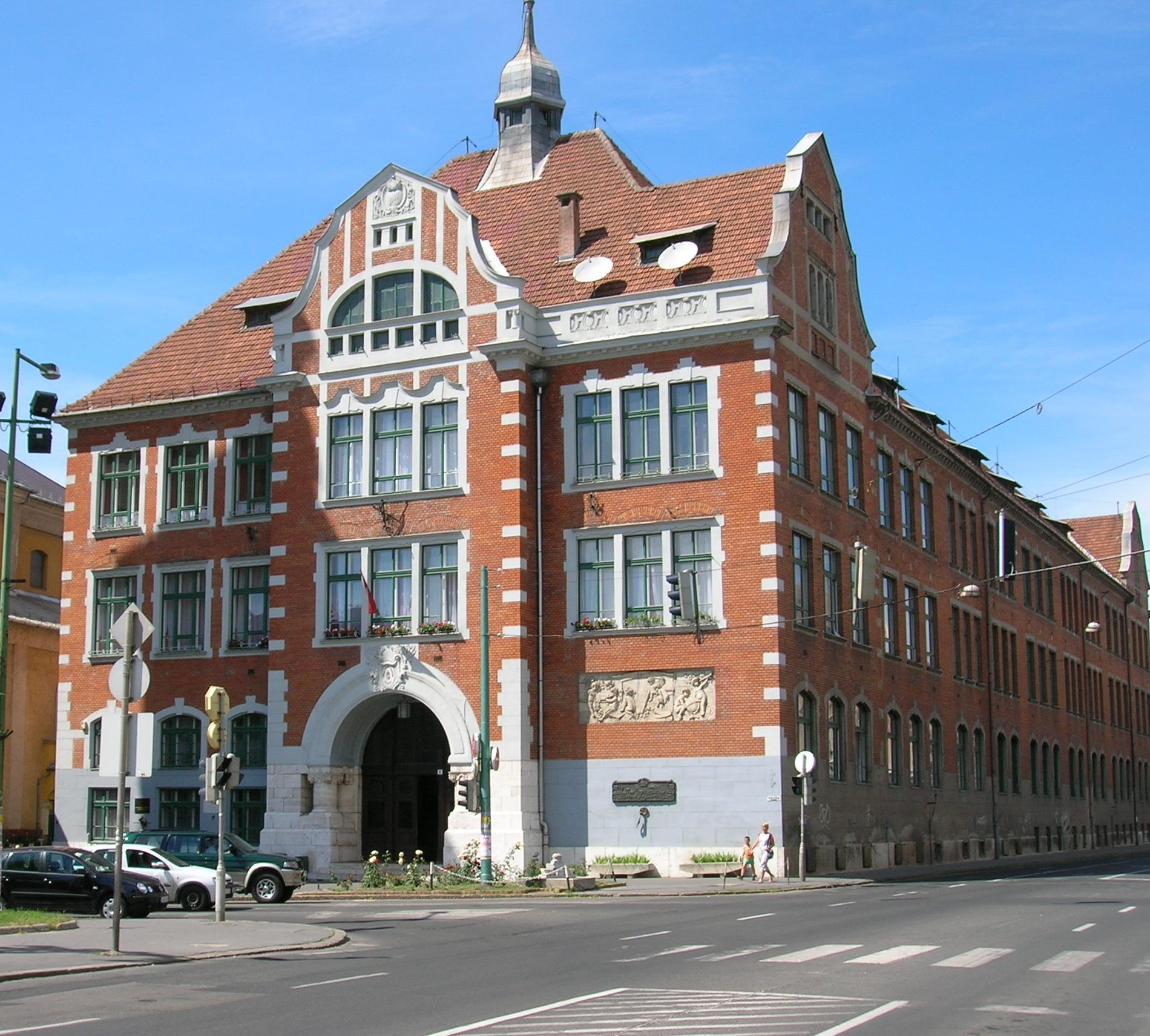
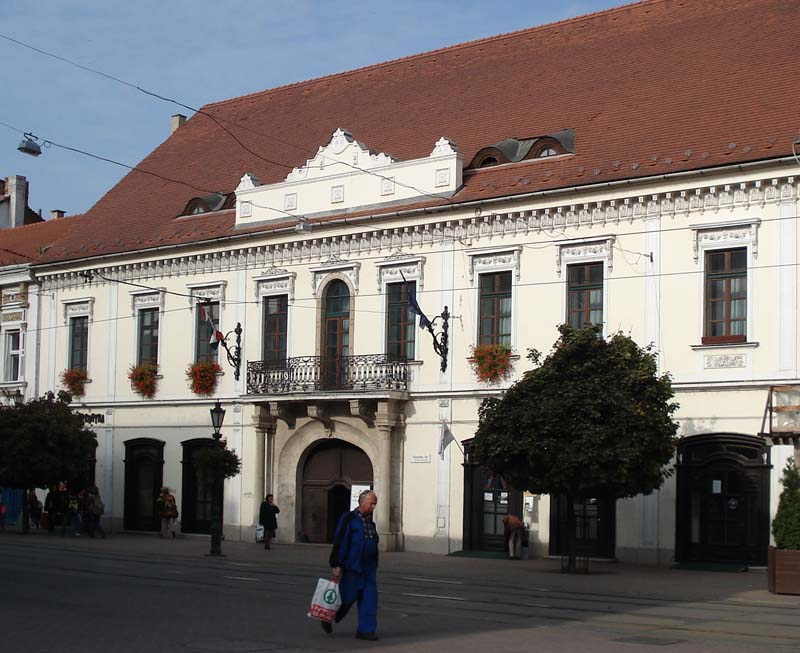
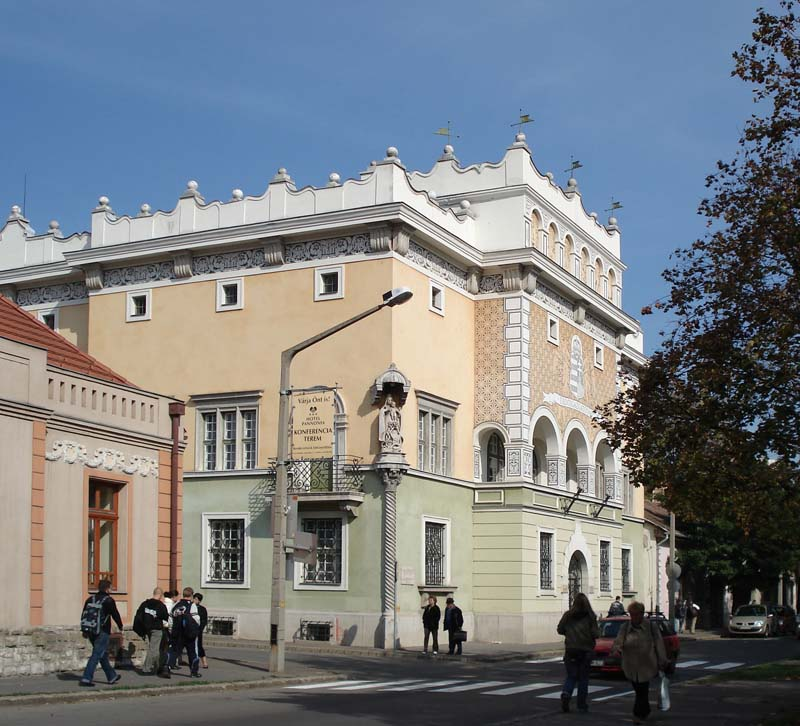
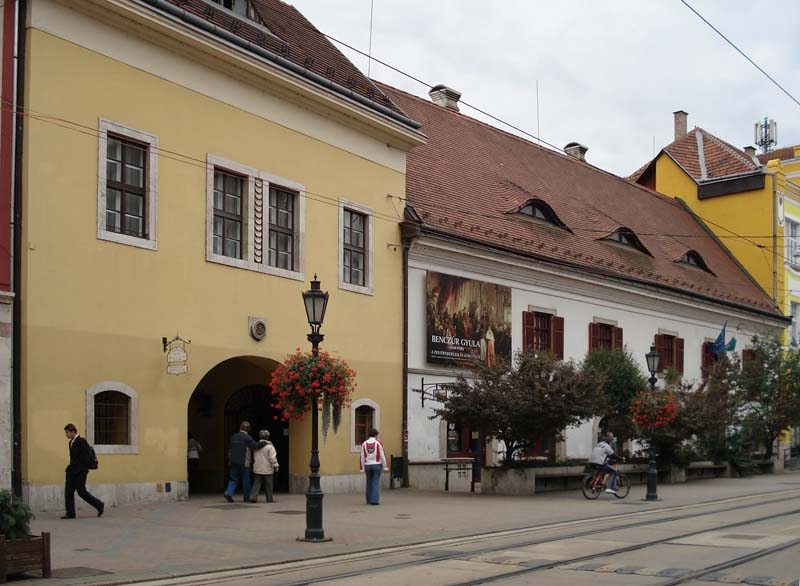
بوابة الظلام ومعرض ميشكولتس
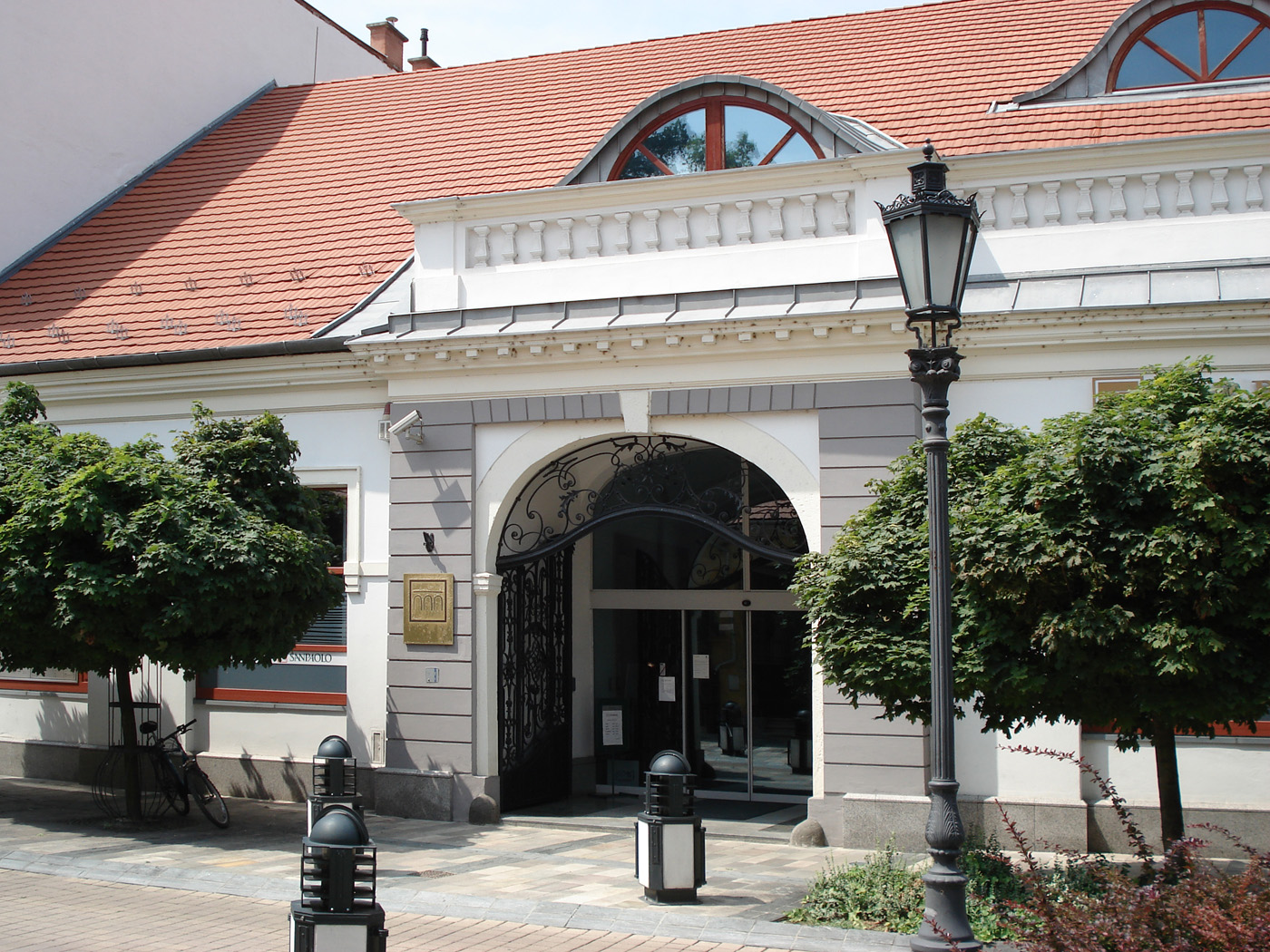
مكتب بريد
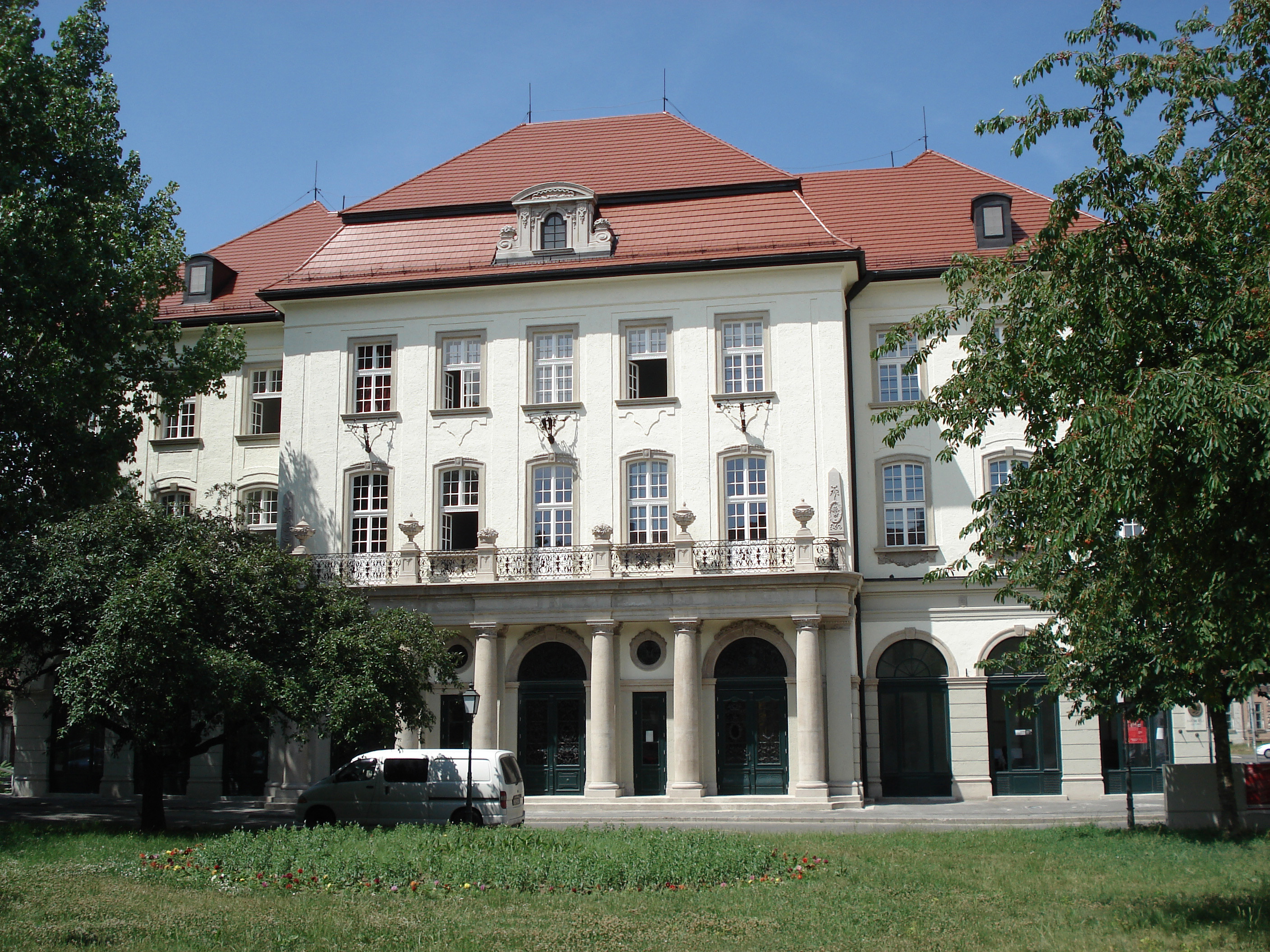
قصر الموسيقى
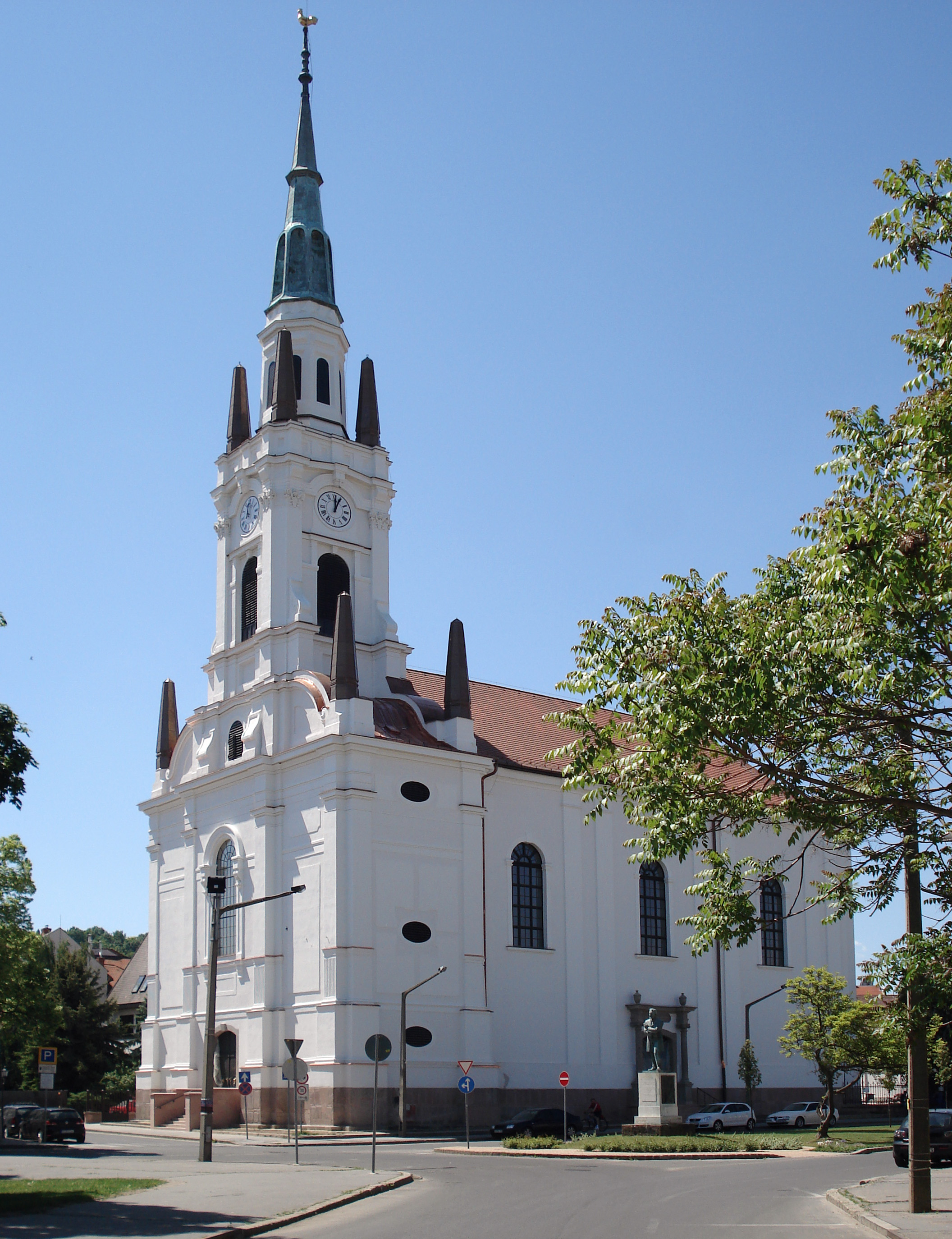
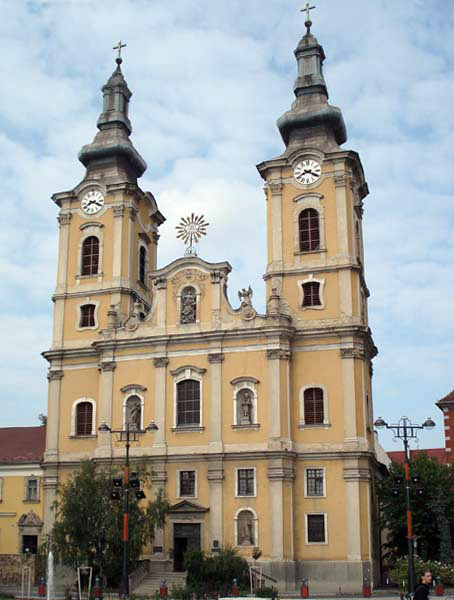
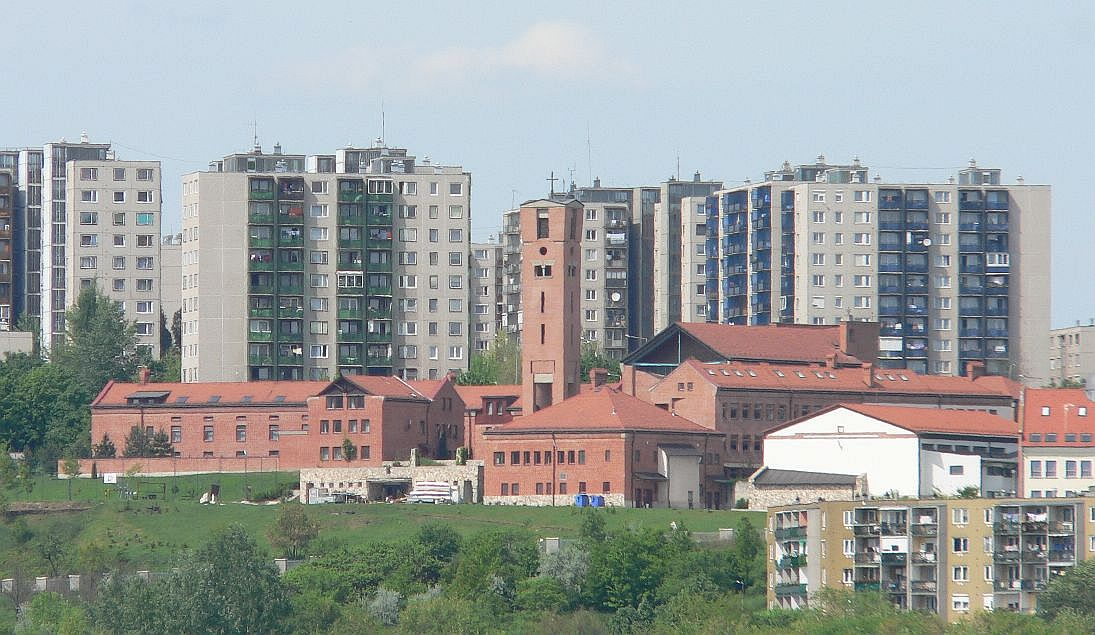

## أعلام
- شاندور فيرينتزي
- لاجلو بارتشاي
- بال تيليكي
- ديجو جارماتي